# Volta a Cataluña 2016
La 96.ª edición de la competición ciclista Volta a Cataluña se celebró en Cataluña entre el 21 y el 27 de marzo de 2016. Comenzando en Calella y finalizando en Barcelona.
La carrera hizo parte del UCI WorldTour 2016, calendario ciclístico de máximo nivel mundial, siendo la quinta carrera de dicho circuito.
La carrera fue ganada por el corredor colombiano Nairo Quintana del equipo Movistar Team, en segundo lugar Alberto Contador (Tinkoff) y en tercer lugar Daniel Martin (Etixx-Quick Step).

## Equipos participantes
Tomaron parte en la carrera 24 equipos: los 18 UCI ProTeam (al tener asegurada y ser obligatoria su participación), más 6 equipos de categoría Profesional Continental invitados por la organización (Caja Rural-Seguros RGA, Cofidis, Solutions Crédits, CCC Sprandi Polkowice, Roompot Oranje Peloton, Verva ActiveJet Pro Cycling Team y Wanty-Groupe Gobert). Formando así un pelotón de 191 corredores, de 8 ciclistas cada equipo (excepto el Astana que salió con 7), de los que finalizaron 126. Los equipos participantes fueron:
| WorldTeams (18)- AG2R La Mondiale - Astana - BMC Racing Team - Cannondale - Dimension Data - Etixx-Quick Step - FDJ - Giant-Alpecin - IAM Cycling - Katusha - Lampre-Merida - Lotto NL-Jumbo - Lotto-Soudal - Movistar Team - Orica-GreenEDGE - Sky - Tinkoff - Trek-Segafredo Equipos continentales profesionales (6)- Caja Rural-Seguros RGA - CCC Sprandi Polkowice - Cofidis, Solutions Crédits - Roompot-Oranje Peloton - Verva ActiveJet - Wanty-Groupe Gobert |
| |

## Etapas
La Volta a Cataluña dispuso de siete etapas para un recorrido total de 1219,6 kilómetros.
| Etapa     | Fecha     | Recorrido                            | type                   | Distancia (km) | Ganador           | Líder          |
| --------- | --------- | ------------------------------------ | ---------------------- | -------------- | ----------------- | -------------- |
| 1.ª etapa | 21 de mar | Calella – Calella                    | etapa escarpada        | 175,8          | Nacer Bouhanni    | Nacer Bouhanni |
| 2.ª etapa | 22 de mar | Mataró – Olot                        | etapa escarpada        | 178,7          | Nacer Bouhanni    | Nacer Bouhanni |
| 3.ª etapa | 23 de mar | Gerona – La Molina                   | etapa de montaña       | 172,1          | Daniel Martin     | Daniel Martin  |
| 4.ª etapa | 24 de mar | Bagá – Port Ainé                     | etapa de montaña       | 172,2          | Thomas de Gendt   | Nairo Quintana |
| 5.ª etapa | 25 de mar | Rialp – Valls                        | etapa de media montaña | 187,2          | Wout Poels        | Nairo Quintana |
| 6.ª etapa | 26 de mar | San Juan Despí – Villanueva y Geltrú | etapa llana            | 197,2          | Davide Cimolai    | Nairo Quintana |
| 7.ª etapa | 27 de mar | Barcelona – Montjuic                 | etapa escarpada        | 136,4          | Alekséi Tsatevich | Nairo Quintana |

## Desarrollo de la carrera

### Etapa 1
| Calella - Calella | etapa escarpada | (175,8 km) |

| \| Clasificación de la etapa \| Clasificación de la etapa \| Clasificación de la etapa \| Clasificación de la etapa \| Clasificación de la etapa \| \| Ciclista \| Ciclista \| Equipo \| Tiempo \| \| \| ------------------------- \| ------------------------- \| -------------------------- \| ------------------------- \| ------------------------- \| \| 1.º \| Nacer Bouhanni \| Cofidis, Solutions Crédits \| 4 h 28 min 51 s \| \| \| 2.º \| Benjamin Swift \| Team Sky \| + 0 s \| \| \| 3.º \| Daryl Impey \| Orica-GreenEDGE \| + 0 s \| \| \| 4.º \| Enrico Gasparotto \| Wanty-Groupe Gobert \| + 0 s \| \| \| 5.º \| Alekséi Tsatevich \| Katusha \| + 0 s \| \| \| 6.º \| Carlos Barbero \| Caja Rural-Seguros RGA \| + 0 s \| \| \| 7.º \| Jordi Simón \| Verva ActiveJet \| + 0 s \| \| \| 8.º \| Kévin Réza \| FDJ \| + 0 s \| \| \| 9.º \| Eduard Prades \| Caja Rural-Seguros RGA \| + 0 s \| \| \| 10.º \| Georg Preidler \| Giant-Alpecin \| + 0 s \| \| |                   |                            |                 |
| |                   |                            |                 |
| Fuente: ProCyclingStats |                   |                            |                 |
| Clasificación de la etapa |                   |                            |                 |
| Ciclista | Ciclista          | Equipo                     | Tiempo          |
| 1.º | Nacer Bouhanni    | Cofidis, Solutions Crédits | 4 h 28 min 51 s |
| 2.º | Benjamin Swift    | Team Sky                   | + 0 s           |
| 3.º | Daryl Impey       | Orica-GreenEDGE            | + 0 s           |
| 4.º | Enrico Gasparotto | Wanty-Groupe Gobert        | + 0 s           |
| 5.º | Alekséi Tsatevich | Katusha                    | + 0 s           |
| 6.º | Carlos Barbero    | Caja Rural-Seguros RGA     | + 0 s           |
| 7.º | Jordi Simón       | Verva ActiveJet            | + 0 s           |
| 8.º | Kévin Réza        | FDJ                        | + 0 s           |
| 9.º | Eduard Prades     | Caja Rural-Seguros RGA     | + 0 s           |
| 10.º | Georg Preidler    | Giant-Alpecin              | + 0 s           |

| \| Clasificación general \| Clasificación general \| Clasificación general \| Clasificación general \| Clasificación general \| \| Ciclista \| Ciclista \| Equipo \| Tiempo \| \| \| --------------------- \| ----------------------- \| -------------------------- \| --------------------- \| --------------------- \| \| 1.º \| Nacer Bouhanni \| Cofidis, Solutions Crédits \| 4 h 28 min 41 s \| \| \| 2.º \| Benjamin Swift \| Team Sky \| + 4 s \| \| \| 3.º \| Daryl Impey \| Orica-GreenEDGE \| + 6 s \| \| \| 4.º \| Louis Vervaeke \| Lotto-Soudal \| + 7 s \| \| \| 5.º \| Javi Moreno Bazán \| Movistar Team \| + 8 s \| \| \| 6.º \| Rubén Fernández Andújar \| Movistar Team \| + 9 s \| \| \| 7.º \| Cameron Meyer \| Dimension Data \| + 9 s \| \| \| 8.º \| Enrico Gasparotto \| Wanty-Groupe Gobert \| + 10 s \| \| \| 9.º \| Alekséi Tsatevich \| Katusha \| + 10 s \| \| \| 10.º \| Carlos Barbero \| Caja Rural-Seguros RGA \| + 10 s \| \| |                         |                            |                 |
| |                         |                            |                 |
| Fuente: ProCyclingStats |                         |                            |                 |
| Clasificación general |                         |                            |                 |
| Ciclista | Ciclista                | Equipo                     | Tiempo          |
| 1.º | Nacer Bouhanni          | Cofidis, Solutions Crédits | 4 h 28 min 41 s |
| 2.º | Benjamin Swift          | Team Sky                   | + 4 s           |
| 3.º | Daryl Impey             | Orica-GreenEDGE            | + 6 s           |
| 4.º | Louis Vervaeke          | Lotto-Soudal               | + 7 s           |
| 5.º | Javi Moreno Bazán       | Movistar Team              | + 8 s           |
| 6.º | Rubén Fernández Andújar | Movistar Team              | + 9 s           |
| 7.º | Cameron Meyer           | Dimension Data             | + 9 s           |
| 8.º | Enrico Gasparotto       | Wanty-Groupe Gobert        | + 10 s          |
| 9.º | Alekséi Tsatevich       | Katusha                    | + 10 s          |
| 10.º | Carlos Barbero          | Caja Rural-Seguros RGA     | + 10 s          |

### Etapa 2
| Mataró - Olot | etapa escarpada | (178,7 km) |

| \| Clasificación de la etapa \| Clasificación de la etapa \| Clasificación de la etapa \| Clasificación de la etapa \| Clasificación de la etapa \| \| Ciclista \| Ciclista \| Equipo \| Tiempo \| \| \| ------------------------- \| ------------------------- \| -------------------------- \| ------------------------- \| ------------------------- \| \| 1.º \| Nacer Bouhanni \| Cofidis, Solutions Crédits \| 4 h 39 min 10 s \| \| \| 2.º \| Gianni Meersman \| Etixx-Quick Step \| + 0 s \| \| \| 3.º \| Philippe Gilbert \| BMC Racing Team \| + 0 s \| \| \| 4.º \| Alekséi Tsatevich \| Katusha \| + 0 s \| \| \| 5.º \| Carlos Barbero \| Caja Rural-Seguros RGA \| + 0 s \| \| \| 6.º \| Kiel Reijnen \| Trek-Segafredo \| + 0 s \| \| \| 7.º \| Enrico Gasparotto \| Wanty-Groupe Gobert \| + 0 s \| \| \| 8.º \| Jonas Van Genechten \| IAM Cycling \| + 0 s \| \| \| 9.º \| Paweł Franczak \| Verva ActiveJet \| + 0 s \| \| \| 10.º \| Kévin Réza \| FDJ \| + 0 s \| \| |                     |                            |                 |
| |                     |                            |                 |
| Fuente: ProCyclingStats |                     |                            |                 |
| Clasificación de la etapa |                     |                            |                 |
| Ciclista | Ciclista            | Equipo                     | Tiempo          |
| 1.º | Nacer Bouhanni      | Cofidis, Solutions Crédits | 4 h 39 min 10 s |
| 2.º | Gianni Meersman     | Etixx-Quick Step           | + 0 s           |
| 3.º | Philippe Gilbert    | BMC Racing Team            | + 0 s           |
| 4.º | Alekséi Tsatevich   | Katusha                    | + 0 s           |
| 5.º | Carlos Barbero      | Caja Rural-Seguros RGA     | + 0 s           |
| 6.º | Kiel Reijnen        | Trek-Segafredo             | + 0 s           |
| 7.º | Enrico Gasparotto   | Wanty-Groupe Gobert        | + 0 s           |
| 8.º | Jonas Van Genechten | IAM Cycling                | + 0 s           |
| 9.º | Paweł Franczak      | Verva ActiveJet            | + 0 s           |
| 10.º | Kévin Réza          | FDJ                        | + 0 s           |

| \| Clasificación general \| Clasificación general \| Clasificación general \| Clasificación general \| Clasificación general \| \| Ciclista \| Ciclista \| Equipo \| Tiempo \| \| \| --------------------- \| ----------------------- \| -------------------------- \| --------------------- \| --------------------- \| \| 1.º \| Nacer Bouhanni \| Cofidis, Solutions Crédits \| 9 h 07 min 41 s \| \| \| 2.º \| Benjamin Swift \| Team Sky \| + 14 s \| \| \| 3.º \| Thomas de Gendt \| Lotto-Soudal \| + 14 s \| \| \| 4.º \| Daryl Impey \| Orica-GreenEDGE \| + 16 s \| \| \| 5.º \| Philippe Gilbert \| BMC Racing Team \| + 16 s \| \| \| 6.º \| Maxime Bouet \| Etixx-Quick Step \| + 16 s \| \| \| 7.º \| Louis Vervaeke \| Lotto-Soudal \| + 17 s \| \| \| 8.º \| Javi Moreno Bazán \| Movistar Team \| + 18 s \| \| \| 9.º \| Rubén Fernández Andújar \| Movistar Team \| + 19 s \| \| \| 10.º \| Alekséi Tsatevich \| Katusha \| + 20 s \| \| |                         |                            |                 |
| |                         |                            |                 |
| Fuente: ProCyclingStats |                         |                            |                 |
| Clasificación general |                         |                            |                 |
| Ciclista | Ciclista                | Equipo                     | Tiempo          |
| 1.º | Nacer Bouhanni          | Cofidis, Solutions Crédits | 9 h 07 min 41 s |
| 2.º | Benjamin Swift          | Team Sky                   | + 14 s          |
| 3.º | Thomas de Gendt         | Lotto-Soudal               | + 14 s          |
| 4.º | Daryl Impey             | Orica-GreenEDGE            | + 16 s          |
| 5.º | Philippe Gilbert        | BMC Racing Team            | + 16 s          |
| 6.º | Maxime Bouet            | Etixx-Quick Step           | + 16 s          |
| 7.º | Louis Vervaeke          | Lotto-Soudal               | + 17 s          |
| 8.º | Javi Moreno Bazán       | Movistar Team              | + 18 s          |
| 9.º | Rubén Fernández Andújar | Movistar Team              | + 19 s          |
| 10.º | Alekséi Tsatevich       | Katusha                    | + 20 s          |

### Etapa 3
| Gerona - La Molina | etapa de montaña | (172,1 km) |

| \| Clasificación de la etapa \| Clasificación de la etapa \| Clasificación de la etapa \| Clasificación de la etapa \| Clasificación de la etapa \| \| Ciclista \| Ciclista \| Equipo \| Tiempo \| \| \| ------------------------- \| ------------------------- \| ------------------------- \| ------------------------- \| ------------------------- \| \| 1.º \| Daniel Martin \| Etixx-Quick Step \| 5 h 00 min 27 s \| \| \| 2.º \| Alberto Contador \| Tinkoff \| + 2 s \| \| \| 3.º \| Romain Bardet \| AG2R La Mondiale \| + 2 s \| \| \| 4.º \| Tejay van Garderen \| BMC Racing Team \| + 2 s \| \| \| 5.º \| Richie Porte \| BMC Racing Team \| + 9 s \| \| \| 6.º \| Nairo Quintana \| Movistar Team \| + 9 s \| \| \| 7.º \| Davide Formolo \| Cannondale \| + 11 s \| \| \| 8.º \| Ilnur Zakarin \| Katusha \| + 12 s \| \| \| 9.º \| Chris Froome \| Team Sky \| + 12 s \| \| \| 10.º \| Hugh Carthy \| Caja Rural-Seguros RGA \| + 18 s \| \| |                    |                        |                 |
| |                    |                        |                 |
| Fuente: ProCyclingStats |                    |                        |                 |
| Clasificación de la etapa |                    |                        |                 |
| Ciclista | Ciclista           | Equipo                 | Tiempo          |
| 1.º | Daniel Martin      | Etixx-Quick Step       | 5 h 00 min 27 s |
| 2.º | Alberto Contador   | Tinkoff                | + 2 s           |
| 3.º | Romain Bardet      | AG2R La Mondiale       | + 2 s           |
| 4.º | Tejay van Garderen | BMC Racing Team        | + 2 s           |
| 5.º | Richie Porte       | BMC Racing Team        | + 9 s           |
| 6.º | Nairo Quintana     | Movistar Team          | + 9 s           |
| 7.º | Davide Formolo     | Cannondale             | + 11 s          |
| 8.º | Ilnur Zakarin      | Katusha                | + 12 s          |
| 9.º | Chris Froome       | Team Sky               | + 12 s          |
| 10.º | Hugh Carthy        | Caja Rural-Seguros RGA | + 18 s          |

| \| Clasificación general \| Clasificación general \| Clasificación general \| Clasificación general \| Clasificación general \| \| Ciclista \| Ciclista \| Equipo \| Tiempo \| \| \| --------------------- \| --------------------- \| --------------------- \| --------------------- \| --------------------- \| \| 1.º \| Daniel Martin \| Etixx-Quick Step \| 14 h 08 min 18 s \| \| \| 2.º \| Alberto Contador \| Tinkoff \| + 6 s \| \| \| 3.º \| Romain Bardet \| AG2R La Mondiale \| + 8 s \| \| \| 4.º \| Tejay van Garderen \| BMC Racing Team \| + 12 s \| \| \| 5.º \| Nairo Quintana \| Movistar Team \| + 19 s \| \| \| 6.º \| Richie Porte \| BMC Racing Team \| + 19 s \| \| \| 7.º \| Davide Formolo \| Cannondale \| + 21 s \| \| \| 8.º \| Chris Froome \| Team Sky \| + 22 s \| \| \| 9.º \| Ilnur Zakarin \| Katusha \| + 22 s \| \| \| 10.º \| Geraint Thomas \| Team Sky \| + 28 s \| \| |                    |                  |                  |
| |                    |                  |                  |
| Fuente: ProCyclingStats |                    |                  |                  |
| Clasificación general |                    |                  |                  |
| Ciclista | Ciclista           | Equipo           | Tiempo           |
| 1.º | Daniel Martin      | Etixx-Quick Step | 14 h 08 min 18 s |
| 2.º | Alberto Contador   | Tinkoff          | + 6 s            |
| 3.º | Romain Bardet      | AG2R La Mondiale | + 8 s            |
| 4.º | Tejay van Garderen | BMC Racing Team  | + 12 s           |
| 5.º | Nairo Quintana     | Movistar Team    | + 19 s           |
| 6.º | Richie Porte       | BMC Racing Team  | + 19 s           |
| 7.º | Davide Formolo     | Cannondale       | + 21 s           |
| 8.º | Chris Froome       | Team Sky         | + 22 s           |
| 9.º | Ilnur Zakarin      | Katusha          | + 22 s           |
| 10.º | Geraint Thomas     | Team Sky         | + 28 s           |

### Etapa 4
| Bagá - Port Ainé | etapa de montaña | (172,2 km) |

| \| Clasificación de la etapa \| Clasificación de la etapa \| Clasificación de la etapa \| Clasificación de la etapa \| Clasificación de la etapa \| \| Ciclista \| Ciclista \| Equipo \| Tiempo \| \| \| ------------------------- \| ------------------------- \| ------------------------- \| ------------------------- \| ------------------------- \| \| 1.º \| Thomas de Gendt \| Lotto-Soudal \| 4 h 52 min 04 s \| \| \| 2.º \| Nairo Quintana \| Movistar Team \| + 1 min 08 s \| \| \| 3.º \| Richie Porte \| BMC Racing Team \| + 1 min 23 s \| \| \| 4.º \| Alberto Contador \| Tinkoff \| + 1 min 23 s \| \| \| 5.º \| Tejay van Garderen \| BMC Racing Team \| + 1 min 36 s \| \| \| 6.º \| Pieter Weening \| Roompot-Oranje Peloton \| + 1 min 36 s \| \| \| 7.º \| Ilnur Zakarin \| Katusha \| + 1 min 41 s \| \| \| 8.º \| Chris Froome \| Team Sky \| + 1 min 45 s \| \| \| 9.º \| Romain Bardet \| AG2R La Mondiale \| + 1 min 45 s \| \| \| 10.º \| Daniel Martin \| Etixx-Quick Step \| + 1 min 45 s \| \| |                    |                        |                 |
| |                    |                        |                 |
| Fuente: ProCyclingStats |                    |                        |                 |
| Clasificación de la etapa |                    |                        |                 |
| Ciclista | Ciclista           | Equipo                 | Tiempo          |
| 1.º | Thomas de Gendt    | Lotto-Soudal           | 4 h 52 min 04 s |
| 2.º | Nairo Quintana     | Movistar Team          | + 1 min 08 s    |
| 3.º | Richie Porte       | BMC Racing Team        | + 1 min 23 s    |
| 4.º | Alberto Contador   | Tinkoff                | + 1 min 23 s    |
| 5.º | Tejay van Garderen | BMC Racing Team        | + 1 min 36 s    |
| 6.º | Pieter Weening     | Roompot-Oranje Peloton | + 1 min 36 s    |
| 7.º | Ilnur Zakarin      | Katusha                | + 1 min 41 s    |
| 8.º | Chris Froome       | Team Sky               | + 1 min 45 s    |
| 9.º | Romain Bardet      | AG2R La Mondiale       | + 1 min 45 s    |
| 10.º | Daniel Martin      | Etixx-Quick Step       | + 1 min 45 s    |

| \| Clasificación general \| Clasificación general \| Clasificación general \| Clasificación general \| Clasificación general \| \| Ciclista \| Ciclista \| Equipo \| Tiempo \| \| \| --------------------- \| --------------------- \| ---------------------- \| --------------------- \| --------------------- \| \| 1.º \| Nairo Quintana \| Movistar Team \| 19 h 01 min 43 s \| \| \| 2.º \| Alberto Contador \| Tinkoff \| + 8 s \| \| \| 3.º \| Richie Porte \| BMC Racing Team \| + 17 s \| \| \| 4.º \| Daniel Martin \| Etixx-Quick Step \| + 24 s \| \| \| 5.º \| Tejay van Garderen \| BMC Racing Team \| + 27 s \| \| \| 6.º \| Romain Bardet \| AG2R La Mondiale \| + 32 s \| \| \| 7.º \| Ilnur Zakarin \| Katusha \| + 42 s \| \| \| 8.º \| Chris Froome \| Team Sky \| + 46 s \| \| \| 9.º \| Hugh Carthy \| Caja Rural-Seguros RGA \| + 1 min 01 s \| \| \| 10.º \| Rigoberto Urán \| Cannondale \| + 1 min 16 s \| \| |                    |                        |                  |
| |                    |                        |                  |
| Fuente: ProCyclingStats |                    |                        |                  |
| Clasificación general |                    |                        |                  |
| Ciclista | Ciclista           | Equipo                 | Tiempo           |
| 1.º | Nairo Quintana     | Movistar Team          | 19 h 01 min 43 s |
| 2.º | Alberto Contador   | Tinkoff                | + 8 s            |
| 3.º | Richie Porte       | BMC Racing Team        | + 17 s           |
| 4.º | Daniel Martin      | Etixx-Quick Step       | + 24 s           |
| 5.º | Tejay van Garderen | BMC Racing Team        | + 27 s           |
| 6.º | Romain Bardet      | AG2R La Mondiale       | + 32 s           |
| 7.º | Ilnur Zakarin      | Katusha                | + 42 s           |
| 8.º | Chris Froome       | Team Sky               | + 46 s           |
| 9.º | Hugh Carthy        | Caja Rural-Seguros RGA | + 1 min 01 s     |
| 10.º | Rigoberto Urán     | Cannondale             | + 1 min 16 s     |

### Etapa 5
| Rialp - Valls | etapa de media montaña | (187,2 km) |

| \| Clasificación de la etapa \| Clasificación de la etapa \| Clasificación de la etapa \| Clasificación de la etapa \| Clasificación de la etapa \| \| Ciclista \| Ciclista \| Equipo \| Tiempo \| \| \| ------------------------- \| ------------------------- \| ------------------------- \| ------------------------- \| ------------------------- \| \| 1.º \| Wout Poels \| Team Sky \| 3 h 59 min 03 s \| \| \| 2.º \| Dario Cataldo \| Astana \| + 11 s \| \| \| 3.º \| Gaëtan Bille \| Wanty-Groupe Gobert \| + 11 s \| \| \| 4.º \| Kanstantsín Siutsou \| Dimension Data \| + 11 s \| \| \| 5.º \| Carlos Verona \| Etixx-Quick Step \| + 13 s \| \| \| 6.º \| Simon Gerrans \| Orica-GreenEDGE \| + 33 s \| \| \| 7.º \| Alekséi Tsatevich \| Katusha \| + 33 s \| \| \| 8.º \| Enrico Gasparotto \| Wanty-Groupe Gobert \| + 33 s \| \| \| 9.º \| Davide Cimolai \| Lampre-Merida \| + 33 s \| \| \| 10.º \| Benjamin Swift \| Team Sky \| + 33 s \| \| |                     |                     |                 |
| |                     |                     |                 |
| Fuente: ProCyclingStats |                     |                     |                 |
| Clasificación de la etapa |                     |                     |                 |
| Ciclista | Ciclista            | Equipo              | Tiempo          |
| 1.º | Wout Poels          | Team Sky            | 3 h 59 min 03 s |
| 2.º | Dario Cataldo       | Astana              | + 11 s          |
| 3.º | Gaëtan Bille        | Wanty-Groupe Gobert | + 11 s          |
| 4.º | Kanstantsín Siutsou | Dimension Data      | + 11 s          |
| 5.º | Carlos Verona       | Etixx-Quick Step    | + 13 s          |
| 6.º | Simon Gerrans       | Orica-GreenEDGE     | + 33 s          |
| 7.º | Alekséi Tsatevich   | Katusha             | + 33 s          |
| 8.º | Enrico Gasparotto   | Wanty-Groupe Gobert | + 33 s          |
| 9.º | Davide Cimolai      | Lampre-Merida       | + 33 s          |
| 10.º | Benjamin Swift      | Team Sky            | + 33 s          |

| \| Clasificación general \| Clasificación general \| Clasificación general \| Clasificación general \| Clasificación general \| \| Ciclista \| Ciclista \| Equipo \| Tiempo \| \| \| --------------------- \| --------------------- \| ---------------------- \| --------------------- \| --------------------- \| \| 1.º \| Nairo Quintana \| Movistar Team \| 23 h 01 min 19 s \| \| \| 2.º \| Alberto Contador \| Tinkoff \| + 7 s \| \| \| 3.º \| Richie Porte \| BMC Racing Team \| + 17 s \| \| \| 4.º \| Daniel Martin \| Etixx-Quick Step \| + 21 s \| \| \| 5.º \| Tejay van Garderen \| BMC Racing Team \| + 27 s \| \| \| 6.º \| Romain Bardet \| AG2R La Mondiale \| + 32 s \| \| \| 7.º \| Ilnur Zakarin \| Katusha \| + 42 s \| \| \| 8.º \| Chris Froome \| Team Sky \| + 46 s \| \| \| 9.º \| Hugh Carthy \| Caja Rural-Seguros RGA \| + 1 min 01 s \| \| \| 10.º \| Rigoberto Urán \| Cannondale \| + 1 min 16 s \| \| |                    |                        |                  |
| |                    |                        |                  |
| Fuente: ProCyclingStats |                    |                        |                  |
| Clasificación general |                    |                        |                  |
| Ciclista | Ciclista           | Equipo                 | Tiempo           |
| 1.º | Nairo Quintana     | Movistar Team          | 23 h 01 min 19 s |
| 2.º | Alberto Contador   | Tinkoff                | + 7 s            |
| 3.º | Richie Porte       | BMC Racing Team        | + 17 s           |
| 4.º | Daniel Martin      | Etixx-Quick Step       | + 21 s           |
| 5.º | Tejay van Garderen | BMC Racing Team        | + 27 s           |
| 6.º | Romain Bardet      | AG2R La Mondiale       | + 32 s           |
| 7.º | Ilnur Zakarin      | Katusha                | + 42 s           |
| 8.º | Chris Froome       | Team Sky               | + 46 s           |
| 9.º | Hugh Carthy        | Caja Rural-Seguros RGA | + 1 min 01 s     |
| 10.º | Rigoberto Urán     | Cannondale             | + 1 min 16 s     |

### Etapa 6
| San Juan Despí - Villanueva y Geltrú | etapa llana | (197,2 km) |

| \| Clasificación de la etapa \| Clasificación de la etapa \| Clasificación de la etapa \| Clasificación de la etapa \| Clasificación de la etapa \| \| Ciclista \| Ciclista \| Equipo \| Tiempo \| \| \| ------------------------- \| ------------------------- \| ------------------------- \| ------------------------- \| ------------------------- \| \| 1.º \| Davide Cimolai \| Lampre-Merida \| 4 h 35 min 13 s \| \| \| 2.º \| Nikias Arndt \| Giant-Alpecin \| + 0 s \| \| \| 3.º \| Tosh Van der Sande \| Lotto-Soudal \| + 0 s \| \| \| 4.º \| Simon Gerrans \| Orica-GreenEDGE \| + 0 s \| \| \| 5.º \| Daryl Impey \| Orica-GreenEDGE \| + 0 s \| \| \| 6.º \| Petr Vakoč \| Etixx-Quick Step \| + 0 s \| \| \| 7.º \| Alekséi Tsatevich \| Katusha \| + 0 s \| \| \| 8.º \| Jonas Van Genechten \| IAM Cycling \| + 0 s \| \| \| 9.º \| Bert-Jan Lindeman \| LottoNL-Jumbo \| + 0 s \| \| \| 10.º \| Lorrenzo Manzin \| FDJ \| + 0 s \| \| |                     |                  |                 |
| |                     |                  |                 |
| Fuente: ProCyclingStats |                     |                  |                 |
| Clasificación de la etapa |                     |                  |                 |
| Ciclista | Ciclista            | Equipo           | Tiempo          |
| 1.º | Davide Cimolai      | Lampre-Merida    | 4 h 35 min 13 s |
| 2.º | Nikias Arndt        | Giant-Alpecin    | + 0 s           |
| 3.º | Tosh Van der Sande  | Lotto-Soudal     | + 0 s           |
| 4.º | Simon Gerrans       | Orica-GreenEDGE  | + 0 s           |
| 5.º | Daryl Impey         | Orica-GreenEDGE  | + 0 s           |
| 6.º | Petr Vakoč          | Etixx-Quick Step | + 0 s           |
| 7.º | Alekséi Tsatevich   | Katusha          | + 0 s           |
| 8.º | Jonas Van Genechten | IAM Cycling      | + 0 s           |
| 9.º | Bert-Jan Lindeman   | LottoNL-Jumbo    | + 0 s           |
| 10.º | Lorrenzo Manzin     | FDJ              | + 0 s           |

| \| Clasificación general \| Clasificación general \| Clasificación general \| Clasificación general \| Clasificación general \| \| Ciclista \| Ciclista \| Equipo \| Tiempo \| \| \| --------------------- \| --------------------- \| ---------------------- \| --------------------- \| --------------------- \| \| 1.º \| Nairo Quintana \| Movistar Team \| 27 h 36 min 32 s \| \| \| 2.º \| Alberto Contador \| Tinkoff \| + 7 s \| \| \| 3.º \| Richie Porte \| BMC Racing Team \| + 17 s \| \| \| 4.º \| Daniel Martin \| Etixx-Quick Step \| + 18 s \| \| \| 5.º \| Tejay van Garderen \| BMC Racing Team \| + 27 s \| \| \| 6.º \| Romain Bardet \| AG2R La Mondiale \| + 31 s \| \| \| 7.º \| Ilnur Zakarin \| Katusha \| + 42 s \| \| \| 8.º \| Chris Froome \| Team Sky \| + 46 s \| \| \| 9.º \| Hugh Carthy \| Caja Rural-Seguros RGA \| + 1 min 01 s \| \| \| 10.º \| Rigoberto Urán \| Cannondale \| + 1 min 16 s \| \| |                    |                        |                  |
| |                    |                        |                  |
| Fuente: ProCyclingStats |                    |                        |                  |
| Clasificación general |                    |                        |                  |
| Ciclista | Ciclista           | Equipo                 | Tiempo           |
| 1.º | Nairo Quintana     | Movistar Team          | 27 h 36 min 32 s |
| 2.º | Alberto Contador   | Tinkoff                | + 7 s            |
| 3.º | Richie Porte       | BMC Racing Team        | + 17 s           |
| 4.º | Daniel Martin      | Etixx-Quick Step       | + 18 s           |
| 5.º | Tejay van Garderen | BMC Racing Team        | + 27 s           |
| 6.º | Romain Bardet      | AG2R La Mondiale       | + 31 s           |
| 7.º | Ilnur Zakarin      | Katusha                | + 42 s           |
| 8.º | Chris Froome       | Team Sky               | + 46 s           |
| 9.º | Hugh Carthy        | Caja Rural-Seguros RGA | + 1 min 01 s     |
| 10.º | Rigoberto Urán     | Cannondale             | + 1 min 16 s     |

### Etapa 7
| Barcelona - Montjuic | etapa escarpada | (136,4 km) |

| \| Clasificación de la etapa \| Clasificación de la etapa \| Clasificación de la etapa \| Clasificación de la etapa \| Clasificación de la etapa \| \| Ciclista \| Ciclista \| Equipo \| Tiempo \| \| \| ------------------------- \| ------------------------- \| -------------------------- \| ------------------------- \| ------------------------- \| \| 1.º \| Alekséi Tsatevich \| Katusha \| 3 h 13 min 33 s \| \| \| 2.º \| Primož Roglič \| LottoNL-Jumbo \| + 0 s \| \| \| 3.º \| Jarlinson Pantano \| IAM Cycling \| + 14 s \| \| \| 4.º \| Wout Poels \| Team Sky \| + 14 s \| \| \| 5.º \| Daryl Impey \| Orica-GreenEDGE \| + 14 s \| \| \| 6.º \| Rigoberto Urán \| Cannondale \| + 14 s \| \| \| 7.º \| Rudy Molard \| Cofidis, Solutions Crédits \| + 14 s \| \| \| 8.º \| Romain Bardet \| AG2R La Mondiale \| + 14 s \| \| \| 9.º \| Enrico Gasparotto \| Wanty-Groupe Gobert \| + 14 s \| \| \| 10.º \| Carlos Barbero \| Caja Rural-Seguros RGA \| + 14 s \| \| |                   |                            |                 |
| |                   |                            |                 |
| Fuente: ProCyclingStats |                   |                            |                 |
| Clasificación de la etapa |                   |                            |                 |
| Ciclista | Ciclista          | Equipo                     | Tiempo          |
| 1.º | Alekséi Tsatevich | Katusha                    | 3 h 13 min 33 s |
| 2.º | Primož Roglič     | LottoNL-Jumbo              | + 0 s           |
| 3.º | Jarlinson Pantano | IAM Cycling                | + 14 s          |
| 4.º | Wout Poels        | Team Sky                   | + 14 s          |
| 5.º | Daryl Impey       | Orica-GreenEDGE            | + 14 s          |
| 6.º | Rigoberto Urán    | Cannondale                 | + 14 s          |
| 7.º | Rudy Molard       | Cofidis, Solutions Crédits | + 14 s          |
| 8.º | Romain Bardet     | AG2R La Mondiale           | + 14 s          |
| 9.º | Enrico Gasparotto | Wanty-Groupe Gobert        | + 14 s          |
| 10.º | Carlos Barbero    | Caja Rural-Seguros RGA     | + 14 s          |

## Clasificaciones finales
- Las clasificaciones finalizaron de la siguiente forma:[5]

### Clasificación general
| \| Clasificación general \| Clasificación general \| Clasificación general \| Clasificación general \| Clasificación general \| \| Ciclista \| Ciclista \| Equipo \| Tiempo \| \| \| --------------------- \| --------------------- \| ---------------------- \| --------------------- \| --------------------- \| \| 1.º \| Nairo Quintana \| Movistar Team \| 30 h 50 min 19 s \| \| \| 2.º \| Alberto Contador \| Tinkoff \| + 7 s \| \| \| 3.º \| Daniel Martin \| Etixx-Quick Step \| + 17 s \| \| \| 4.º \| Richie Porte \| BMC Racing Team \| + 17 s \| \| \| 5.º \| Tejay van Garderen \| BMC Racing Team \| + 27 s \| \| \| 6.º \| Romain Bardet \| AG2R La Mondiale \| + 31 s \| \| \| 7.º \| Ilnur Zakarin \| Katusha \| + 42 s \| \| \| 8.º \| Chris Froome \| Team Sky \| + 46 s \| \| \| 9.º \| Hugh Carthy \| Caja Rural-Seguros RGA \| + 1 min 01 s \| \| \| 10.º \| Rigoberto Urán \| Cannondale \| + 1 min 16 s \| \| |                    |                        |                  |
| |                    |                        |                  |
| Fuentes: ProCyclingStats Cycling Quotient Cycling Archives |                    |                        |                  |
| Clasificación general |                    |                        |                  |
| Ciclista | Ciclista           | Equipo                 | Tiempo           |
| 1.º | Nairo Quintana     | Movistar Team          | 30 h 50 min 19 s |
| 2.º | Alberto Contador   | Tinkoff                | + 7 s            |
| 3.º | Daniel Martin      | Etixx-Quick Step       | + 17 s           |
| 4.º | Richie Porte       | BMC Racing Team        | + 17 s           |
| 5.º | Tejay van Garderen | BMC Racing Team        | + 27 s           |
| 6.º | Romain Bardet      | AG2R La Mondiale       | + 31 s           |
| 7.º | Ilnur Zakarin      | Katusha                | + 42 s           |
| 8.º | Chris Froome       | Team Sky               | + 46 s           |
| 9.º | Hugh Carthy        | Caja Rural-Seguros RGA | + 1 min 01 s     |
| 10.º | Rigoberto Urán     | Cannondale             | + 1 min 16 s     |

### Clasificación de la montaña
| Clasificación de la montaña | Clasificación de la montaña | Clasificación de la montaña | Clasificación de la montaña | Clasificación de la montaña |
| Ciclista                    | Ciclista                    | Equipo                      | Puntos                      |                             |
| --------------------------- | --------------------------- | --------------------------- | --------------------------- | --------------------------- |
| 1.º                         | Thomas de Gendt             | Lotto-Soudal                | 117 pts                     |                             |
| 2.º                         | Boris Dron                  | Wanty-Groupe Gobert         | 97 pts                      |                             |
| 3.º                         | Pieter Weening              | Roompot-Oranje Peloton      | 66 pts                      |                             |
| 4.º                         | Alberto Contador            | Tinkoff                     | 56 pts                      |                             |
| 5.º                         | Nairo Quintana              | Movistar Team               | 53 pts                      |                             |
| 6.º                         | Richie Porte                | BMC Racing Team             | 52 pts                      |                             |
| 7.º                         | Tejay van Garderen          | BMC Racing Team             | 40 pts                      |                             |
| 8.º                         | Alekséi Tsatevich           | Katusha                     | 40 pts                      |                             |
| 9.º                         | Daniel Martin               | Etixx-Quick Step            | 38 pts                      |                             |
| 10.º                        | Lluís Mas                   | Caja Rural-Seguros RGA      | 34 pts                      |                             |

### Clasificación de los sprints (metas volantes)
| Clasificación de las metas volantes | Clasificación de las metas volantes | Clasificación de las metas volantes | Clasificación de las metas volantes | Clasificación de las metas volantes |
| Ciclista                            | Ciclista                            | Equipo                              | Puntos                              |                                     |
| ----------------------------------- | ----------------------------------- | ----------------------------------- | ----------------------------------- | ----------------------------------- |
| 1.º                                 | Thomas de Gendt                     | Lotto-Soudal                        | 15 pts                              |                                     |
| 2.º                                 | Koen Bouwman                        | LottoNL-Jumbo                       | 9 pts                               |                                     |
| 3.º                                 | Daniel Martin                       | Etixx-Quick Step                    | 7 pts                               |                                     |
| 4.º                                 | Alekséi Tsatevich                   | Katusha                             | 4 pts                               |                                     |
| 5.º                                 | Bert-Jan Lindeman                   | LottoNL-Jumbo                       | 3 pts                               |                                     |
| 6.º                                 | Carlos Verona                       | Etixx-Quick Step                    | 3 pts                               |                                     |
| 7.º                                 | Louis Vervaeke                      | Lotto-Soudal                        | 3 pts                               |                                     |
| 8.º                                 | Lluís Mas                           | Caja Rural-Seguros RGA              | 3 pts                               |                                     |
| 9.º                                 | Kévin Réza                          | FDJ                                 | 3 pts                               |                                     |
| 10.º                                | Kanstantsín Siutsou                 | Dimension Data                      | 2 pts                               |                                     |

### Clasificación de los jóvenes
| Clasificación del mejor joven | Clasificación del mejor joven | Clasificación del mejor joven | Clasificación del mejor joven | Clasificación del mejor joven |
| Ciclista                      | Ciclista                      | Equipo                        | Tiempo                        |                               |
| ----------------------------- | ----------------------------- | ----------------------------- | ----------------------------- | ----------------------------- |
| 1.º                           | Hugh Carthy                   | Caja Rural-Seguros RGA        | 30 h 51 min 20 s              |                               |
| 2.º                           | Davide Formolo                | Cannondale                    | + 44 s                        |                               |
| 3.º                           | Louis Vervaeke                | Lotto-Soudal                  | + 1 min 11 s                  |                               |
| 4.º                           | Merhawi Kudus                 | Dimension Data                | + 1 min 22 s                  |                               |
| 5.º                           | Warren Barguil                | Giant-Alpecin                 | + 1 min 45 s                  |                               |
| 6.º                           | Antonio Molina Canet          | Caja Rural-Seguros RGA        | + 3 min 07 s                  |                               |
| 7.º                           | Carlos Verona                 | Etixx-Quick Step              | + 4 min 10 s                  |                               |
| 8.º                           | Joe Dombrowski                | Cannondale                    | + 9 min 21 s                  |                               |
| 9.º                           | Miguel Ángel López            | Astana                        | + 14 min 30 s                 |                               |
| 10.º                          | Nathan Brown                  | Cannondale                    | + 16 min 41 s                 |                               |

### Clasificación por equipos
| Clasificación por equipos | Clasificación por equipos | Clasificación por equipos | Clasificación por equipos |
| Equipo                    | Equipo                    | Tiempo                    |                           |
| ------------------------- | ------------------------- | ------------------------- | ------------------------- |
| 1.º                       | BMC Racing Team           | 92 h 34 min 46 s          |                           |
| 2.º                       | Cannondale                | + 1 min 08 s              |                           |
| 3.º                       | Katusha                   | + 4 min 22 s              |                           |
| 4.º                       | AG2R La Mondiale          | + 5 min 50 s              |                           |
| 5.º                       | Caja Rural-Seguros RGA    | + 6 min 40 s              |                           |
| 6.º                       | Astana                    | + 6 min 46 s              |                           |
| 7.º                       | Lotto-Soudal              | + 7 min 09 s              |                           |
| 8.º                       | Sky                       | + 8 min 03 s              |                           |
| 9.º                       | Movistar Team             | + 9 min 44 s              |                           |
| 10.º                      | IAM Cycling               | + 15 min 01 s             |                           |

## Evolución de las clasificaciones
| Etapa (Vencedor)              | Clasificación general | Clasificación de la montaña | Clasificación de los sprint | Clasificación de los jóvenes | Clasificación de los catalanes | Clasificación por equipos |
| ----------------------------- | --------------------- | --------------------------- | --------------------------- | ---------------------------- | ------------------------------ | ------------------------- |
| 1.ª etapa (Nacer Bouhanni)    | Nacer Bouhanni        | Cameron Meyer               | Louis Vervaeke              | Louis Vervaeke               | Eduard Prades                  | Giant-Alpecin             |
| 2.ª etapa (Nacer Bouhanni)    | Nacer Bouhanni        | Boris Dron                  | Thomas de Gendt             | Louis Vervaeke               | Eduard Prades                  | Sky                       |
| 3.ª etapa (Daniel Martin)     | Daniel Martin         | Boris Dron                  | Koen Bouwman                | Davide Formolo               | Joaquim Rodríguez              | BMC Racing                |
| 4.ª etapa (Thomas de Gendt)   | Nairo Quintana        | Thomas de Gendt             | Thomas de Gendt             | Hugh Carthy                  | Joaquim Rodríguez              | BMC Racing                |
| 5.ª etapa (Wout Poels)        | Nairo Quintana        | Thomas de Gendt             | Thomas de Gendt             | Hugh Carthy                  | Joaquim Rodríguez              | BMC Racing                |
| 6.ª etapa (Davide Cimolai)    | Nairo Quintana        | Thomas de Gendt             | Thomas de Gendt             | Hugh Carthy                  | Joaquim Rodríguez              | BMC Racing                |
| 7.ª etapa (Alekséi Tsatevich) | Nairo Quintana        | Thomas de Gendt             | Thomas de Gendt             | Hugh Carthy                  | Joaquim Rodríguez              | BMC Racing                |
| Final                         | Nairo Quintana        | Thomas de Gendt             | Thomas de Gendt             | Hugh Carthy                  | Joaquim Rodríguez              | BMC Racing                |

## UCI World Tour
La Volta a Cataluña otorga puntos para el UCI WorldTour 2016, para corredores de equipos en las categorías UCI ProTeam, Profesional Continental y Equipos Continentales. Las siguientes tablas son el baremo de puntuación y los corredores que obtuvieron puntos:
| Posición              | 1.º | 2.º | 3.º | 4.º | 5.º | 6.º | 7.º | 8.º | 9.º | 10.º |
| Clasificación general | 100 | 80  | 70  | 60  | 50  | 40  | 30  | 20  | 10  | 4    |
| Por etapa             | 6   | 4   | 2   | 1   | 1   |     |     |     |     |      |

| Clasificación | Clasificación      | Clasificación          | Clasificación | Clasificación | Clasificación |
| Posición      | Ciclista           | Equipo                 | General       | Etapa         | Total         |
| ------------- | ------------------ | ---------------------- | ------------- | ------------- | ------------- |
| 1.º           | Nairo Quintana     | Movistar               | 100           | 4             | 104           |
| 2.º           | Alberto Contador   | Tinkoff                | 80            | 5             | 85            |
| 3.º           | Daniel Martin      | Etixx-Quick Step       | 70            | 6             | 76            |
| 4.º           | Richie Porte       | BMC Racing             | 60            | 3             | 63            |
| 5.º           | Tejay van Garderen | BMC Racing             | 50            | 2             | 52            |
| 6.º           | Romain Bardet      | AG2R La Mondiale       | 40            | 2             | 42            |
| 7.º           | Ilnur Zakarin      | Katusha                | 30            | -             | 30            |
| 8.º           | Christopher Froome | Sky                    | 20            | -             | 20            |
| 9.º           | Hugh Carthy        | Caja Rural-Seguros RGA | 10            | -             | 10            |
| 10.º          | Rigoberto Urán     | Cannondale             | 4             | -             | 4             |

| Resto de corredores | Resto de corredores | Resto de corredores        | Resto de corredores | Resto de corredores | Resto de corredores |
| Posición            | Ciclista            | Equipo                     | General             | Etapa               | Total               |
| ------------------- | ------------------- | -------------------------- | ------------------- | ------------------- | ------------------- |
| 11.º                | Nacer Bouhanni      | Cofidis, Solutions Crédits | -                   | 12                  | 12                  |
| 12.º                | Wout Poels          | Sky                        | -                   | 8                   | 8                   |
| 13.º                | Alekséi Tsatevich   | Katusha                    | -                   | 7                   | 7                   |
| 14.º                | Thomas de Gendt     | Lotto Soudal               | -                   | 6                   | 6                   |
| 15.º                | Davide Cimolai      | Lampre-Merida              | -                   | 6                   | 6                   |
| 16.º                | Ben Swift           | Sky                        | -                   | 4                   | 4                   |
| 17.º                | Daryl Impey         | Orica GreenEDGE            | -                   | 4                   | 4                   |
| 18.º                | Gianni Meersman     | Etixx-Quick Step           | -                   | 4                   | 4                   |
| 19.º                | Dario Cataldo       | Astana                     | -                   | 4                   | 4                   |
| 20.º                | Nikias Arndt        | Team Giant-Alpecin         | -                   | 4                   | 4                   |
| 21.º                | Primož Roglič       | Team LottoNL-Jumbo         | -                   | 4                   | 4                   |
| 22.º                | Jarlinson Pantano   | IAM Cycling                | -                   | 2                   | 2                   |
| 23.º                | Philippe Gilbert    | BMC Racing                 | -                   | 2                   | 2                   |
| 24.º                | Gaëtan Bille        | Wanty-Groupe Gobert        | -                   | 2                   | 2                   |
| 25.º                | Tosh Van der Sande  | Lotto Soudal               | -                   | 2                   | 2                   |
| 26.º                | Enrico Gasparotto   | Wanty-Groupe Gobert        | -                   | 1                   | 1                   |
| 27.º                | Carlos Barbero      | Caja Rural-Seguros RGA     | -                   | 1                   | 1                   |
| 28.º                | Kanstantsin Siutsou | Dimension Data             | -                   | 1                   | 1                   |
| 29.º                | Carlos Verona       | Etixx-Quick Step           | -                   | 1                   | 1                   |
| 30.º                | Simon Gerrans       | Orica GreenEDGE            | -                   | 1                   | 1                   |

Además, también otorgó puntos para el UCI World Ranking (clasificación global de todas las carreras internacionales).
| Posición              | 1.º | 2.º | 3.º | 4.º | 5.º | 6.º | 7.º | 8.º | 9.º | 10.º |
| Clasificación general | 400 | 320 | 260 | 220 | 180 | 140 | 120 | 100 | 80  | 68   |
| Por etapa             | 50  | 20  | 8   |     |     |     |     |     |     |      |
| Líder                 | 8   |     |     |     |     |     |     |     |     |      |

| Clasificación | Clasificación      | Clasificación          | Clasificación | Clasificación | Clasificación | Clasificación |
| Posición      | Ciclista           | Equipo                 | General       | Etapa         | Líder         | Total         |
| ------------- | ------------------ | ---------------------- | ------------- | ------------- | ------------- | ------------- |
| 1.º           | Nairo Quintana     | Movistar               | 400           | 20            | 32            | 452           |
| 2.º           | Alberto Contador   | Tinkoff                | 320           | 20            | -             | 340           |
| 3.º           | Daniel Martin      | Etixx-Quick Step       | 260           | 50            | 8             | 318           |
| 4.º           | Richie Porte       | BMC Racing             | 220           | 8             | -             | 228           |
| 5.º           | Tejay van Garderen | BMC Racing             | 180           | -             | -             | 180           |
| 6.º           | Romain Bardet      | AG2R La Mondiale       | 140           | 8             | -             | 148           |
| 7.º           | Ilnur Zakarin      | Katusha                | 120           | -             | -             | 120           |
| 8.º           | Christopher Froome | Sky                    | 100           | -             | -             | 100           |
| 9.º           | Hugh Carthy        | Caja Rural-Seguros RGA | 80            | -             | -             | 80            |
| 10.º          | Rigoberto Urán     | Cannondale             | 68            | -             | -             | 68            |